# Cosmibuena
Cosmibuena là một chi thực vật có hoa trong họ Thiến thảo (Rubiaceae).

## Loài
Chi Cosmibuena gồm các loài: